# Authomaema pentacosma
Authomaema pentacosma är en fjärilsart som beskrevs av Oswald Beltram Lower 1900. Authomaema pentacosma ingår i släktet Authomaema och familjen vecklare. Inga underarter finns listade i Catalogue of Life.